# Amytornis striatus
Az Amytornis striatus a madarak osztályának verébalakúak (Passeriformes) rendjébe és a tündérmadárfélék (Maluridae) családjába tartozó faj.

## Rendszerezése
A fajt John Gould angol ornitológus írta le 1840-ben, még a sörtésmadárfélék (Dasyornithidae) családjába tartozó Dasyornis nembe Dasyornis striatus néven.

## Alfajai
- Amytornis striatus rowleyi Schodde & I. J. Mason, 1999
- Amytornis striatus striatus (Gould, 1840)
- Amytornis striatus whitei Mathews, 1910[2]

## Előfordulása
Ausztrália területén honos. A természetes élőhelye szubtrópusi és trópusi síkvidéki száraz gyepek, szavannák és cserjések. Állandó, nem vonuló faj.

## Megjelenése
Testtömege 14,5-19 gramm, testtömege 15-23 gramm.

## Életmódja
Rovarokkal táplálkozik.

## Külső hivatkozások
- Képek az interneten a fajról
- Internet Bird Collection - videók a fajról
- Xeno-canto.org